# Paradiplospinus antarcticus
Paradiplospinus antarcticus és una espècie de peix pertanyent a la família dels gempílids.

## Descripció
- Pot arribar a fer 52 cm de llargària màxima (normalment, en fa 35).
- Cos molt allargat, blanc platejat i sense marques visibles (llevat de 40-50 línies estretes longitudinals de melanòfors).
- La base de l'aleta dorsal, la regió de l'opercle i l'origen de l'aleta caudal són foscos.
- Boca amb dents semblants a ullals. 3-6 ullals vertaders al maxil·lar superior i un de sol a cada costat de la mandíbula inferior.
- 36-39 espines i 24-34 radis tous a l'aleta dorsal i 2 espines i 25-31 radis tous a l'anal.
- 64-67 vèrtebres.[5][6]

## Alimentació
Menja krill, calamars i peixos (sobretot, mictòfids).

## Hàbitat
És un peix marí i batipelàgic que viu entre 0-2.830 m de fondària i entre les latituds 31°S-79°S i 180°W-180°E.

## Distribució geogràfica
Es troba a l'oceà Antàrtic.

## Observacions
És inofensiu per als humans.